# Station Częstocice
Station Częstocice is een spoorwegstation in de Poolse plaats Częstocice.